# Tasmanian Aboriginal Centre

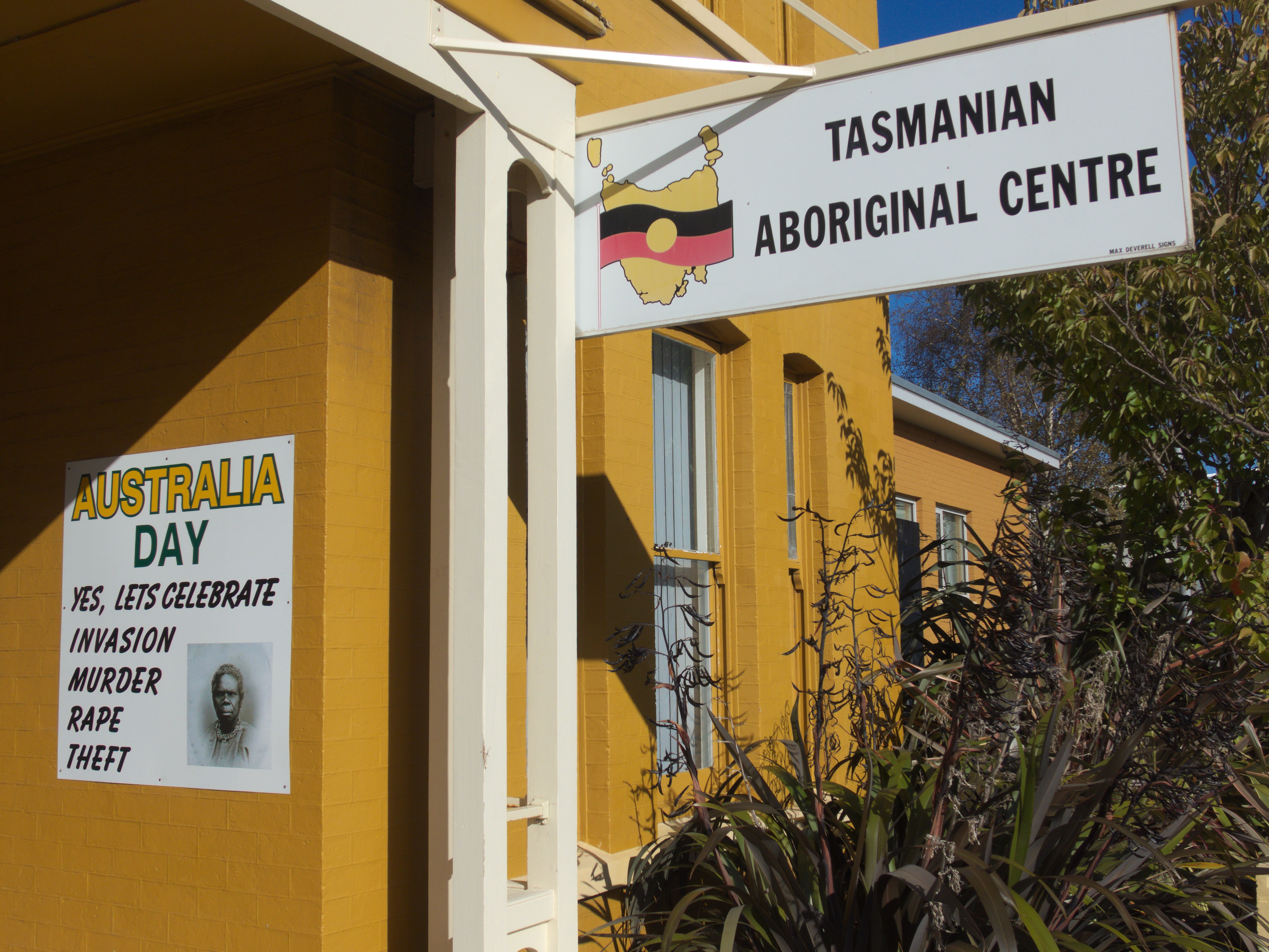
Tasmanian Aboriginal Centre bei Burnie

Die Aborigines von Tasmanien, die Tasmanier genannt werden, nennen sich selbst Palawa. Sie gründeten das Tasmanian Aboriginal Centre (TAC), das von Michael Mansell geführt wird. Seit Mitte der 1970er Jahre werden die Interessen der Tasmanier von diesem Zentrum vertreten, das auch die seit 1999 eingerichteten Schutzgebiete verwaltet.

## Palawa
Die heutigen Tasmanier sind allesamt Nachkommen von Tasmaniern und Europäern und zu großen Teilen von Fanny Cochrane Smith, die mit einem Mann europäischer Herkunft verheiratet war. Diese Menschengruppe lebt auf Tasmanien und einigen vorgelagerten Inseln in der Bass Strait. Sie verstehen sich als legitime Nachfahren der Tasmanier, ihr Status ist jedoch umstritten.
Das TAC erkennt nur die Tasmanier von den Bass Strait-Islands, die von Mannalargenna, dem Stammesältesten der Plangermairiener (Ben Lomond), und seinen Nachkommen Dolly Dalrymple sowie Fanny Cochrane Smith abstammen, als legitime Tasmanier an. Mit dieser Definition durch die Palawa sind lediglich die „well known family names“, wie Maynard, Brown, Burgess, Mansell, Smith, Thomas, Everett, Gower und einige andere Tasmanier Nachfahren des Urvolks auf Tasmanien.
Jedes Jahr im Januar veranstaltet die Palawa Gemeinschaft ein Fest am Oyster Cove, in dem sie an ihr Landrecht erinnert, das ihnen die Briten nahmen, als sie das Land okkupierten. Erst im Jahre 1995 wurden Teile des Landes an die Urbevölkerung zurückgegeben.

## Lia Pootah
Eine andere Gruppe, die Lia Pootah, lehnen diese Festlegung ab und kritisieren, dass die Aborigines-Gemeinschaft der Palawa in der Minderheit ist und sie in der Mehrheit seien und dies habe zur Folge, dass große Konfusion unter den Tasmaniern herrsche. Die Lia Pootah unterstellen den Palawa, dass sie ein Diktat über die Mehrheit der Tasmanier unter der Ägide von zwei tasmanischen Regierungen erhalten haben; dies sei undemokratisch und unaustralisch.

## Unterschiede
Die Palawa argumentieren gegen die Kritik der Lia Pootah, dass lediglich die Nachfolger von Manalaganna und Fanny Cochran Smith Landrechte besitzen und dieses Recht durch den Staat bereits anerkannt wurde. Dies wird auch dadurch belegt, dass die Regierung Fanny Cochrane Smith 121 Hektar Land zu Beginn des 19. Jahrhunderts gab und dass die Palawa weiteres Land im Jahre 1995 erhielten. Die Palawa merken auch an, dass die Regierung von Tasmanien davon ausgeht, dass die Palawa die ursprünglichen Tasmanier sind und nur diese anerkennt. Die Lia Pootah kritisieren darüber hinaus, dass die Palawa Plätze nach ihren Namensvorstellungen benennen und dass sie historische Ereignisse festlegen und Land kontrollieren, auf das sie keine „blood rights“ (Blutrechte) haben. Das von der Lia Pootah vorgetragenen Argument, dass die Palawa in der Minderheit seien, wird durch Zahlenmaterial von Mansell widerlegt, denn es gab 6000 Tasmanier auf dem Festland und auf den Inseln der Lia Pootah in der Bass Strait lediglich von 200 vor der britischen Kolonisation.
Neuerdings wird die Frage diskutiert, inwieweit DNA-Analysen zur Klärung einer Abstammung herangezogen werden können. Aber auch dies ist strittig, da dies als Störung der Totenruhe interpretiert werden könnte.